# Orion Corporation
Orion Corporation é uma empresa farmacêutica da Finlândia, ela desenvolve e fabrica diversos produtos farmacêuticos como analgésicos, remédios anti-hipertensivos e etc.
A companhia foi fundada por Onni Turpeinen, Eemil Tuurala e Wikki Valkama em 1917 e em 2013 dois terços do faturamento da empresa vieram do exterior, a sede da Orion fica na cidade de Espoo na Finlândia e a suas ações estão cotadas na Bolsa de Valores de Helsinki.
Em abril de 2018, a Orion vendeu sua divisão de diagnósticos para a empresa private equity dinamarquesa Axcel por cerca de 163 milhões de euros, em 2017 a receita dessa divisão foram de 54 milhões de euros, o equivale a 5% do faturamento total da Orion,em novembro de 2019 a Orion Diagnostica muda o nome para Aidian, como uma forma de se desvincular da antiga proprietária.
No final de 2023, a Orion 3.632 funcionários tinha 8 centros de produção, sendo 6 na Finlândia, 1 na Bélgica e na França.

## Produtos

### Analgésicos
- Indalgin
- Dexdor

### Antidiabéticos
- Glimepirid Orion
- Metforem
- Origlucon

### Medicamentos para o Suco Gástrico
- Ranimex
- Zolt

### Medicamentos para Higiene Oral
- Daktarin
- Elmex

### Medicamentos para Cinetose
- Vertipam

### Vitaminas
- Cohemin
- Neuramin

### Anticoagulantes
- Marevan

### Medicamentos Cardiovasculares
- Digoxin
- Disomet
- Dopmin
- Kiniduron
- Lidocard
- Nitro
- Nitrosid
- Ormox
- Simdax

### Anti-hipertensivos
- Amlodipin Orion
- Carvedilol Orion Pharma
- Dilzem
- Escor
- Espesil
- Lisipril
- Lopril
- Nifangin
- Orloc
- Pinloc
- Pratsiol
- Propral
- Selopral
- Verpamil
- Lisipril Comp
- Orloc Comp

### Inotrópicos
- Simdax

### Diuréticos
- Diurex
- Furesis
- Furesis Comp
- Hydrex
- Indapamide Orion
- Spiresis
- Uretren Comp

### Hipolipemiantes
- Atorvastatin Orion
- Lovacol
- Pravastatin Orion
- Simvastatin Orion